# Корнелія (станція метро)
41°54′08″ пн. ш. 12°25′31″ сх. д. / 41.90222° пн. ш. 12.42528° сх. д.
Корнелія (італ. Cornelia) — станція лінії А римського метро, розташована на півночі Риму. Вхід на розі вулиці Маттіа Баттістіні (італ. via di Boccea) та кільцевою дорогою Корнелія. Станція була відкрита у черзі Валле-Аурелія - Баттістіні 1 січня 2000 року.

Є станцією глибокого закладення з двома окремими тунелями, в кожному з яких знаходиться окрема платформа. Глибина закладення — 40 м.

## Пам'ятки
Поблизу станції розташовані:
- площа Святого Іоанна Хрестителя;
- площа Ірнеріо;
- площа Гіуренконсулті з приміським автовокзалом

## Пересадки
Автобуси: 46, 49, 246, 247, 446, 490, 791, 889, 892, 904, 905, 906, 907, 916, 980, 981, 983, 993.